# خلیج پونتاس
خلیج پونتاس (به پرتغالی: Baía das Pontas) یک خلیج و پهنه آبی در پرتغال است که در آزور واقع شده‌است.